# ペティンゴ
ペティンゴ (Petingo) はイギリスの競走馬及び種牡馬である。2歳時には無敗でミドルパークステークスを制して、最優秀2歳牡馬に輝いた。
種牡馬としては、アイリッシュダービー馬イングリッシュプリンス、ダービーステークス馬トロイなどを輩出し、英愛リーディングサイアーとなり、また、産駒でアイリッシュ2000ギニー2着のピットカーンもその産駒エラマナムー の活躍により英愛リーディングサイアーに輝いた。

## 経歴

### 出自
父ペティション(Petition)はシャンペンステークスやエクリプスステークスに勝ち、産駒の二冠牝馬プティトエトワールなどの活躍により1959年の英愛リーディングサイアーに輝いた馬である。
母Alcazarはアスコットゴールドカップ勝ち馬アリシドン(Alycidon)の産駒であり、ニューマーケットの下級レースで勝利している。また、その牝系は22号族に属し、同じ牝系からは1000ギニー優勝馬Queenpot、ジャックルマロワ賞及びムーランドロンシャン賞優勝馬Northjet、アメリカ西海岸で活躍したFlying Pasterなどが出ている。
ペティンゴはイングランド北西部チェシャー州マートホールにあるニコラス・ホール所有のピンフォードスタッドで生まれた大きく力強い鹿毛で、顔に流星(blaze)、後ろ脚に長白(sock)がある馬であった。ギリシャの船会社のマルコス・レモスの代理で、マイバブーやサヤジラオを育てたベテラン調教師のフレデリック・レイキン・サム・アームストロングに7,800ギニーで買われたペティンゴは、ニューマーケットのアームストロングのもとで調教を受けることになった。

### 競走馬時代

#### 2歳時(1967年)
6月にニューマーケットのフェリックスリーチステークスを5馬身差でデビュー勝ちすると、2ヶ月休養したあとのジムクラックステークスはレスター・ピゴットが騎乗して6馬身差で優勝した。また、ジムクラックステークスの2着馬であったCheb's Ladが9月にシャンペンステークスに優勝したことにより、ペティンゴの評価はますます高められた。その後、2歳最終戦として、3頭立てとなった10月のミドルパークステークスに出走し、リッチモンドステークス優勝馬バーバーに1馬身半差を付けて優勝すると、ヴェイグリーノーブルより1ポンド高い133ポンドの評価を与えられ、最優秀2歳牡馬に選ばれた。

#### 3歳時(1968年)
3歳になって、2000ギニーを目標としたペティンゴ陣営は再度ピゴットに騎乗を依頼したが、ピゴットはアイルランド調教馬サーアイヴァーを選択したため、ペティンゴはジョー・マーサーの騎乗で4月のクレイヴァンステークスに出走した。乗り替わりがあったものの、2000ギニーと同距離同コースで行われるレースを2着馬Milltownに4馬身差を付けて、無敗の連勝を4に伸ばした。2週間後の2000ギニーではペティンゴはサーアイヴァーに次ぐオッズ9/4の2番人気であった。ペティンゴは残り2ハロンで先頭を行くソーブレストを交わしたが、最後はピゴット騎乗のサーアイヴァーに差されて1馬身半差の2着に敗れた。3着には半馬身差でジミーレピン(Jimmy Reppin)が入っていた。
2000ギニー後はダービーには向かわず、渡仏してロンシャン2000mのリュパン賞に出走したペティンゴであったが、リュティエの着外に敗れる結果に終わった。帰国後、ペティンゴは鞍上にピゴットが戻って、6月のアスコットのマイル戦セントジェイムズパレスステークスに出走すると、2着馬Atopolis、3着馬Berberを抑えて復活を果たした。引き続きマイル路線を進み、当時3歳限定であったグッドウッドのサセックスステークスでは、スタートからレースを先導してそのまま4馬身差を付けて優勝した。そのときの勝時計はコースレコードタイであり、勝ち振りはブラッドストックのレビューでは"a majestic canter"と評され、また、2着馬World Cupは秋にクイーンエリザベス2世ステークスを勝つ中身の濃いものであった。8月にはサセックスステークスと同コースのウィルズマイル(後のG2セレブレーションマイル)に出走したが、6ポンドの斤量差が響いたのか、ジミーレピンの2着に敗れた。
その後、レースに出走することなく、90%の権利がアイルランドの馬産家ティム・ロジャースに売却された。

### 種牡馬時代
種牡馬入り後のペティンゴはサティンゴ、ピットカーン、イングリッシュプリンスなどの産駒を輩出した。また、孫世代にもエラマナムー、ジャパンカップ優勝馬ホーリックスやPetoski(母父がペティンゴ)などの活躍馬がでた。しかしながら、種牡馬生活は長く続かず、1976年2月にセルブリッジのシモンズタウンスタッドで心疾患のため亡くなった。
その翌月に誕生したトロイが英愛ダービーに勝つなど活躍した1979年には、ペティンゴは英愛リーディングサイアーに輝いた。

## 種牡馬成績

### 主な産駒
- サティンゴ(GB,1970) - 1972年 グランクリテリウム
- Miss Petard(IRE,1970) -  1973年 英リブルスデイルステークス
- イングリッシュプリンス(IRE,1971) - 1974年 アイリッシュダービー
- ピットカーン(IRE,1971)  - 1974年 ウィルズマイル、アイリッシュ2000ギニー2着
- Fair Salinia(IRE,1975) - 1978年 オークス
- ソルテインゴ(IRE,1975) - 1979年 ミラノ大賞
- サンデイクリーク(IRE,1976) - 1978年 英フューチュリティステークス
- Troy(GB,1976) - 1979年 ダービーステークス、アイリッシュダービー 、キングジョージ6世&クイーンエリザベスステークス、ベンソン&ヘッジスゴールドカップ

### 母の父として
- Unite(IRE,1984) - 1987年 オークス
- Petoski(GB,1982) - 1985年 キングジョージ6世&クイーンエリザベスステークス
- Infamy(IRE,1984) - 1988年 北米 ロスマンズインターナショナル
- Assessor(IRE,1989) - 1992年 ロワイヤルオーク賞
- Bassenthwaite(GB,1982) - 1984年 ミドルパークステークス
- サクラレイコ(FR,1984) - 1986年 モルニ賞
- Maffei(ITY,1979) - 1982年 イタリア共和国大統領賞
- Mister Wonderful(GB,1983) - 1989年 アメリカンハンデキャップ

## 血統表
| ペティンゴの血統                 | ペティンゴの血統 | ペティンゴの血統 | （血統表の出典） | （血統表の出典） |
| 父系                             | フェアトライアル系＜フェアウェイ系＜ファラリス系＜サイリーン系＜ベンドア系＜ストックウェル系＜エクリプス系＜ダーレーアラビアン系 | フェアトライアル系＜フェアウェイ系＜ファラリス系＜サイリーン系＜ベンドア系＜ストックウェル系＜エクリプス系＜ダーレーアラビアン系 | フェアトライアル系＜フェアウェイ系＜ファラリス系＜サイリーン系＜ベンドア系＜ストックウェル系＜エクリプス系＜ダーレーアラビアン系 |                  |
| 父 Petition 1944 黒鹿毛 イギリス | 父の父Fair Trial 1932 栗毛 イギリス                                                                                              | Fairway | Phalaris | Phalaris         |
| 父 Petition 1944 黒鹿毛 イギリス | 父の父Fair Trial 1932 栗毛 イギリス                                                                                              | Fairway | Scapa Flow |                  |
| 父 Petition 1944 黒鹿毛 イギリス | 父の父Fair Trial 1932 栗毛 イギリス                                                                                              | Lady Juror | Son-in-law | Son-in-law       |
| 父 Petition 1944 黒鹿毛 イギリス | 父の父Fair Trial 1932 栗毛 イギリス                                                                                              | Lady Juror | Lady Josephine |                  |
| 父 Petition 1944 黒鹿毛 イギリス | 父の母Art Paper 1957 黒鹿毛 イギリス                                                                                             | Artists Proof | Gainsborough | Gainsborough     |
| 父 Petition 1944 黒鹿毛 イギリス | 父の母Art Paper 1957 黒鹿毛 イギリス                                                                                             | Artists Proof | Clear Evidence |                  |
| 父 Petition 1944 黒鹿毛 イギリス | 父の母Art Paper 1957 黒鹿毛 イギリス                                                                                             | Quire | Fairy King | Fairy King       |
| 父 Petition 1944 黒鹿毛 イギリス | 父の母Art Paper 1957 黒鹿毛 イギリス                                                                                             | Quire | Queen Carbine |                  |
| 母 Alcazar 1957 栗毛 フランス    | 母の父Alycidon 1945 栗毛 イギリス                                                                                                | Donatello | Blenheim | Blenheim         |
| 母 Alcazar 1957 栗毛 フランス    | 母の父Alycidon 1945 栗毛 イギリス                                                                                                | Donatello | Delleana |                  |
| 母 Alcazar 1957 栗毛 フランス    | 母の父Alycidon 1945 栗毛 イギリス                                                                                                | Aurora | Hyperion | Hyperion         |
| 母 Alcazar 1957 栗毛 フランス    | 母の父Alycidon 1945 栗毛 イギリス                                                                                                | Aurora | Rose Red |                  |
| 母 Alcazar 1957 栗毛 フランス    | 母の母Quarterdeck 1947 鹿毛 イギリス                                                                                             | Nearco | Pharos | Pharos           |
| 母 Alcazar 1957 栗毛 フランス    | 母の母Quarterdeck 1947 鹿毛 イギリス                                                                                             | Nearco | Nogara |                  |
| 母 Alcazar 1957 栗毛 フランス    | 母の母Quarterdeck 1947 鹿毛 イギリス                                                                                             | Poker Chip | The Recorder | The Recorder     |
| 母 Alcazar 1957 栗毛 フランス    | 母の母Quarterdeck 1947 鹿毛 イギリス                                                                                             | Poker Chip | Straight Sequence |                  |
| 母系(F-No.)                      | (FN:22) | (FN:22) | (FN:22) | [ § 2 ]          |
| 5代内の近親交配                  | Lady Juror 3×5、Phalaris 4×5、Scapa Flow 4×5、Gainsborough 4×5                                                                   | Lady Juror 3×5、Phalaris 4×5、Scapa Flow 4×5、Gainsborough 4×5                                                                   | Lady Juror 3×5、Phalaris 4×5、Scapa Flow 4×5、Gainsborough 4×5                                                                   | [ § 3 ]          |
| 出典                             | 1. 2. 3. | 1. 2. 3. | 1. 2. 3. | 1. 2. 3.         |

- インブリードされているLady Julorはフェアトライアルの母であり、フェアトライアルの父であるフェアウェイとファロスは全兄弟であるため、フェアトライアルの影響が非常に強い配合だといえる。
- Lady Julorはムムタズマハルの姉であり、ムムタズマハルから連なる牝系からはナスルーラなどの活躍馬が多数出ている。